# Artur Peguera Anoro
Artur Peguera i Anoro (el Pont de Suert, Alta Ribagorça, 1964) és un periodista esportiu català.
S'inicià col·laborant en els diaris Sport i La Mañana, i en la Cadena SER a Lleida, on feu el seguiment de la Unió Esportiva Lleida a primera divisió (1993-94). Posteriorment, també feu el seguiment del Barça B. Mės endavant passa a treballar a Televisió de Catalunya, on presenta la informació esportiva dels telenotícies.
Va néixer al Pont de Suert, i allà va viure fins als 10 anys, quan amb la seva família es traslladà a Lugo, a Galícia, on destinaren al seu pare, com a corresponsal de premsa. Després també ha viscut a Lleida, a Barcelona i a Cubelles.
Més enllà de la seva professió, en l'aspecte social, també ha col·laborat en causes benèfiques i s'ha bolcat en organitzacions que lluiten per la igualtat en discapacitats, com la Fundació ASPASIM, on des de l'organització li han proposat una sèrie de reptes per a recaptar diners i així, poder disposar d'unes instal·lacions dignes per a la pràctica d'esport de discapacitats.
La seva filla, Júlia Peguera, també treballa com a periodista a programes de Barça TV i TV3. Divorciat, la seva darrera parella reconeguda és Cristina Riba i Roig.